# 2267 Agassiz
2267 Agassiz је астероид главног астероидног појаса чија средња удаљеност од Сунца износи 2,217 астрономских јединица (АЈ).
Апсолутна магнитуда астероида је 13,9.